# Municipio de Big Grove (Illinois)
El municipio de Big Grove (en inglés: Big Grove Township) es un municipio ubicado en el condado de Kendall en el estado estadounidense de Illinois. En el año 2010 tenía una población de 1647 habitantes y una densidad poblacional de 17,76 personas por km².

## Geografía
El municipio de Big Grove se encuentra ubicado en las coordenadas 41°30′48″N 88°31′57″O / 41.51333, -88.53250. Según la Oficina del Censo de los Estados Unidos, el municipio tiene una superficie total de 92.72 km², de la cual 92,7 km² corresponden a tierra firme y (0,02 %) 0,02 km² es agua.

## Demografía
Según el censo de 2010, había 1647 personas residiendo en el municipio de Big Grove. La densidad de población era de 17,76 hab./km². De los 1647 habitantes, el municipio de Big Grove estaba compuesto por el 98,06 % blancos, el 0,36 % eran afroamericanos, el 0,06 % eran amerindios, el 0,24 % eran asiáticos, el 0,73 % eran de otras razas y el 0,55 % eran de una mezcla de razas. Del total de la población el 3,58 % eran hispanos o latinos de cualquier raza.